# Delirium (grupo musical)
Delirium é um grupo italiano de rock progressivo ativo desde 1970.

## História
Formado em Gênova no findar dos anos 1960, com o nome de Sagittari, a banda adota a sigla definitiva em 1970, com o ingresso de um jovem Ivano Fossati, nos vocais, teclados e flauta transversa. No ano sucessivo, o grupo venceu o concurso "La strada del successo", organizado pela Radio Montecarlo, e depois de alguns meses, conquista o título "Revelação" do primeiro Festival di Musica d'Avanguardia e di Nuove Tendenze, de Viareggio, com a música Canto di Osanna, que obteve grande sucesso também no exterior e seria gravada nas versões francesa, inglesa e alemã. 
Em 1971, o grupo realizou o seu primeiro álbum Dolce Acqua. O grupo se fez notar no palco por muito encontros pop, como o "Davoli Pop", de Reggio Emilia e o "Festival Pop", de Palermo. Em 1972, o grupo participou do Festival de Sanremo, com a música Jesahel, que se tornou um hit com milhões de cópias vendidas. Durante a execução no palco o grupo se fez acompanhar por um grupo de amigos vestidos de hippy, que tocaram a guitarra e cantavam no coro. Entre eles, estavam Oscar Prudente, Mario Lavezzi e Alberto Canepa, da Assemblea Musicale Teatrale. No mesmo ano participaram de "Un disco per l'estate", chegando à final com Haum!. No mesmo ano, Fossati abandonou o grupo e foi substituído pelo inglês Martin Frederick Grice, proveniente do Bo Bo's Band. Fossati faria uma carreira solo.
A nova formação, valendo-se das letras de Mauro La Luce, gravou Lo scemo e il villaggio, um álbum de jazz-rock progressivo. Em 1974, foi publicado Delirium III - Viaggio negli arcipelaghi del tempo, no qual foi empregada uma verdadeira sessão de arcos e no qual Mimmo Di Martino se cimenta pela primeira vez na guitarra. No ano seguinte, passa a fazer parte da banda, no lugar de Martin Grice, o pluri-instrumentista Rino Dimopoli, com o qual o grupo publica o 45 rotações Signore. A banda se dissolveu no mesmo ano. E depois de 35 anos de inatividade, o grupo entrou em estúdio, em 2009, publicou o seu quarto e último álbum intitulado Il nome del vento.
Em 1996, três dos componentes da banda decidiram publicar o disco Jesahel, una storia lunga vent'anni. Em 2001, Ettore Vigo, Pino Di Santo e Martin Grice retomam a atividade do grupo, repropondo a música progressiva que a caracterizou nos anos de ouro. Em 2007, o grupo, graças ao aporte produtivo da casa discográfica Black Windows Records, publicou um álbum live do sabor progressivo, Vibrazioni notturne, que repropõe vários sucessos da banda, além de um medley do Jethro Tull e With a little help from my friends, cover dos Beatles. Em 2011, a Black Window Records, de Gênova, publicou o CD/DVD antológico Il viaggio continua: La storia 1970-2010.

## Formação
- Peppino Di Santo - bateria, voz (1970-Presente)
- Ivano Fossati - voz, flauta (1970-1972)
- Martin Frederick Grice - voz, flauta, sax (1972-Presente)
- Mimmo Di Martino - violão, voz (1970-1974; 2008-Presente)
- Ettore Vigo - teclado (1970-1975); (2001-Presente)
- Rino Dimopoli - voz, flauta, violino, guitarra (1996)
- Marcello Reale - baixo, voz (1970-1996)
- Fabio Chighini - baixo, voz (2001-Presente)
- Roberto Solinas - guitarra, violão, voz (2001-Presente)
- Mauro La Luce - letrista (2008)

## Discografia

### Album
- 1971 - Dolce acqua (Fonit Cetra LPX 11)
- 1972 - Lo scemo e il villaggio (Fonit Cetra LPX 18)
- 1974 - Delirium III - Viaggio negli arcipelaghi del tempo (Fonit Cetra LPX 29)
- 2009 - Il nome del vento (Black Widow Records, BWR 113, LP / CD)

### 45 giri
- 1971 - Canto di Osanna/Deliriana (Fonit Cetra SPF 31284)
- 1972 - Jesahel/King's Road (Fonit Cetra SPF 31293)
- 1972 - Haum!/Movimento II: Dubbio (Fonit Cetra SPF 31295)
- 1972 - Dolce acqua/Favola o storia del lago di Kriss (Fonit Cetra SPF 31297)
- 1972 - Treno/È l'ora (Fonit Cetra SPF 31300)
- 1974 - Leôa de laôa/Pane vero vino puro (Aguamanda AG 9002)
- 1975 - Jill/Live Love And Be Free (Aguamanda AG 9007)
- 1975 - Cowboy/Corri bambino (Fonit Cetra SPB 36)
- 1975 - Signore/Buana, The Rainbow (Fonit Cetra SPF 31313)

## Antologias
- 1996 - Jesahel: Una Storia Lunga Vent'anni (NAR International)
- 2011 - Il viaggio continua: la storia 1970-2010  (Black Widow Records, BWR 127, CD/DVD)

## Live
- 2007 - Vibrazioni notturne - Live 2006 (Black Widow Records, 2LP / CD)